# Jänissaari (ö i Kuhmois, Isojärvi)
Jänissaari är en ö i Finland. Den ligger i sjön Isojärvi och i kommunen Kuhmois i den ekonomiska regionen  Jämsä  och landskapet Mellersta Finland, i den södra delen av landet, 170 km norr om huvudstaden Helsingfors. Öns area är 0,5 hektar och dess största längd är 120 meter i öst-västlig riktning.  Den ligger i Isojärvi nationalpark.